# Max von Holzing-Berstett
Reinhard Max August Freiherr von Holzing-Berstett (* 1. Januar 1867 in Karlsruhe; † 9. September 1936 in Freiburg im Breisgau) war ein preußischer Generalmajor und von 1935 bis 1936 Präsident der Fédération Équestre Internationale.

## Leben

### Herkunft
Max war ein Sohn des badischen Oberstallmeisters Adolf Freiherr von Holzing-Berstett (1819–1905) und dessen Ehefrau Amélie, geborene Freiin von Berstett (1836–1907).

### Karriere
Holzing-Berstett trat am 1. Oktober 1885 als Fahnenjunker in das 1. Badische Leib-Dragoner-Regiment Nr. 20 der Preußischen Armee ein und schlug eine Offizierslaufbahn ein. Er diente als Flügeladjutant von Kaiser Wilhelm II. und wurde Kommandeur des 1. Garde-Dragoner-Regiments „Königin Viktoria von Großbritannien und Irland“. Während des Ersten Weltkriegs avancierte er zum Generalmajor und war zuletzt Kommandeur der 25. Kavallerie-Brigade (Großherzoglich Hessische).
Er wurde 1935 als erster Deutscher zum Präsidenten der FEI und somit zum höchsten Repräsentanten des Reitsports gewählt.
Bei den Olympischen Spielen von Berlin 1936 war er noch als Schiedsrichter im Reitsport tätig.

### Familie
Holzing-Berstett hatte sich 1896 mit Elsa Freiin von Seldeneck (1875–1941) verheiratet. Aus der Ehe gingen ein Sohn und drei Töchter; darunter die Dichterin Marie-Luise, verheiratete von Kaschnitz (1901–1974) hervor.